# Odilla
Odilla is een geslacht van vlinders van de familie van de grasmotten (Crambidae), uit de onderfamilie van de Midilinae. De wetenschappelijke naam en de beschrijving van dit geslacht werden voor het eerst in 1940 gepubliceerd door William Schaus. 
Dit geslacht is monotypisch, dat wil zeggen dat het maar één soort heeft namelijk Odilla noralis Schaus, 1940, die ook de typesoort van dit geslacht is.